# Thalassoma lutescens
Thalassoma lutescens es una especie de peces de la familia Labridae en el orden de los Perciformes.

## Morfología
Los machos pueden llegar alcanzar los 30 cm de longitud total.

## Distribución geográfica
Se encuentra desde Sri Lanka hasta el sur del Japón, las Hawái y el sureste de Australia.